# ملعب جنوب الرياض
ملعب جنوب الرياض، هو مشروع ملعب جديد أُعلن عنه في ملف استضافة السعودية لكأس العالم 2034. ستبدأ أعمال البناء في عام 2029م، ومن المُتوقع افتتاحه في عام 2032م.
يستوحي الملعب الجديد تصميمه الفريد من مبادئ العمارة السلمانية التي تمزج روح الأصالة والتراث بالحداثة في آن معًًا. ومن المقرر أن يصبح الملعب الرئيس لأحد أندية كرة قدم المحترفين، كما سيستضيف مجموعة واسعة من الفعاليات الرياضية والترفيهية بعد انتهاء منافسات كأس العالم. وتسهم المنطقة المحيطة بالملعب في تعزيز أنشطة المشاركة المجتمعية، ليتحول الملعب إلى وجهة مفضلة للأجيال القادمة.